# Callicerus obscurus
Callicerus obscurus är en skalbaggsart som beskrevs av Johann Ludwig Christian Gravenhorst 1802. Callicerus obscurus ingår i släktet Callicerus och familjen kortvingar. Arten är reproducerande i Sverige. Inga underarter finns listade i Catalogue of Life.